# A.C.S.D. Saluzzo
Associazione Calcio Società Dilettante Saluzzo là một câu lạc bộ bóng đá Ý có trụ sở tại Saluzzo, Piedmont. Đội hiện đang chơi ở Eccellenza Piedmont-Aosta Valley. Màu sắc của đội là maroon.